# Brajići (Travnik, BiH)
Brajići  su naseljeno mjesto u općini Travnik, Federacija Bosne i Hercegovine, BiH.
Nalazi se istočno od općinskog središta, u dolini Bile, pritoke Lašve.

## Stanovništvo

### 1991.
Nacionalni sastav stanovništva 1991. godine, bio je sljedeći:
ukupno: 625
- Muslimani - 578
- Hrvati - 43
- Jugoslaveni - 2
- ostali, neopredijeljeni i nepoznato - 2

### 2013.
Nacionalni sastav stanovništva 2013. godine, bio je sljedeći:
ukupno: 628
- Bošnjaci - 600
- Hrvati - 24
- ostali, neopredijeljeni i nepoznato - 4